# Tory Lanez
Daystar Shemuel Shua Peterson (Brampton, Ontario, 1992. július 27. –) művésznevén Tory Lanez kanadai rapper, énekes, dalszövegíró, lemezproducer. A kezdeti elismerést a Conflicts On My Soul : The 416 Story mixtapje kapta, amely 2013 augusztusában jelent meg. 2015-ben Tory leszerződött a Benny Blanco által alapított Mad Love Records-hoz az Interscope Records-on keresztül. 2023. augusztusában 10 év börtönbüntetésre itélték Megan Thee Stallion meglövése miatt.

## Élete
Daystar Shemuel Shua Peterson 1992. július 27-én Bramptonban, Ontario államban egy barbadosi apa, és egy curaçaói édesanya gyermekeként. A család Montréalban élt mielőtt Miamiba költöztek volna. Édesanyja halála után apja felszentelt lelkészként és misszionáriusként kezdett dolgozni, emiatt át kellett költözniük az Egyesült Államokba. Peterson apja közben újraházasodott és elköltöztek Atlantába, ahol találkozott Hakeem nevű haverjával, aki akkoriban házmester volt.
A „Lanez” Peterson művésznevéből, Hakeemtól ered.
2006-ban unokatestvéréhez, Dahir Abibhoz küldték Jamaicába, majd mivel nagymamája nem akarta felnevelni, New Yorkba költözött viselkedési problémái miatt. 15 éves korában hajléktalan lett.

## Magánélet
Egy Kai nevű fia van.

## Diszkográfia
- I Told You (2016)
- Memories Don’t Die (2018)
- Love Me Now? (2018)
- Chixtape 5 (2019)
- Daystar (2020)
- Alone At Prom (2021)
- Sorry 4 What (2022)